# 蓝色鳞毛蕨
蓝色鳞毛蕨（学名：Dryopteris polita）为鳞毛蕨科鳞毛蕨属下的一个种。